# Филмографија Емили Блант
Емили Блант је америчка глумица која је своју глумачку каријеру започела као тинејџерка у позоришту Вест Енд, појавивши се заједно са Џуди Денч у представи Краљевска породица из 2001. године. Њено прво појављивање на екрану било је у телевизијском филму Будика (2003), а на платну је дебитовала главном улогом тинејџерке која истражује своју хомосексуалност у драми Моје лето љубави (2004), пољског редитеља Павела Павликовског. За главну улогу емотивно проблематичне младе жене у Би-Би-Си-јевом телевизијском филму Гидеонова ћерка (2006), Емили Блант је освојила награду Златни глобус за најбољу споредну глумицу – серија, мини серија или телевизијски филм. Исте године, стекла је шире признање за улогу асистента модног уредника у америчкој комедији Ђаво носи Праду, стекавши номинацију за награду БАФТА за најбољу глумицу у споредној улози.
Након овог, она је играла главне улоге у неколико филмова, укључујући периодичну драму Млада Викторија (2009), научнофантастичну романсу Агенти судбине (2011) и романсу Лов на лососе у Јемену (2011). Године 2014. тумачила је улогу наредник у акционом филму На рубу времена и пекарку у музичкој фантазији Зачарана шума. Добила је похвале за улогу принципијелног агента ФБИ-ја у криминалистичком филму Сикарио (2015) и алкохоличарке у трилеру Девојка из воза (2016), што јој је касније донело номинацију за награду БАФТА за најбољу глумицу у главној улози. Године 2018. глумила је у хваљеном хорор филму Тихо место, који је режирао њен супруг Џон Красински, и у музичкој фантазији Повратак Мери Попинс, у којој је играла главну јунакињу. За улогу у Тихом месту добила је награду Удружења филмских глумаца за најбољу споредну глумицу. Након тога, глумила је у наставку Тихо место 2, авантуристичком филму Авантура у џунгли (оба из 2021) и ревизионистичкој западњачкој телевизијској мини серији Енглези (2022). Године 2023. глумила је Кетрин Опенхајмер у биографском трилеру Кристофера Нолана Опенхајмер, који јој је донео номинацију за Оскара за најбољу споредну глумицу, што је уједно и њен филм са највећом зарадом.
Блантова је имала гласовне улоге на неколико анимираних филмова, укључујући Гномео и Јулија (2011) и наставак Шерлок патуљци (2018), и енглеску синхронизацију за Ветар се диже (2013) редитеља Мијазакија. Такође је испричала аудио-књигу Sum: Forty Tales from the Afterlives (2010) и снимила је песме за музику за своје филмове Зачарана шума, Мој мали пони: Филм и Повратак Мери Попинс.

## Филм
| Година | Филм                     | Улога                    | Напомена                      | Реф.          |
| ------ | ------------------------ | ------------------------ | ----------------------------- | ------------- |
| 2004.  | Моје лето љубави         | Тамсин                   |                               | [ 21 ]        |
| 2006.  | Ђаво носи Праду          | Емили Чарлтон            |                               | [ 22 ]        |
| 2006.  | Неодољива                | Мара                     |                               | [ 23 ]        |
| 2007.  | Хладан ветар             | девојка                  |                               | [ 24 ]        |
| 2007.  | Клуб љубитеља Џејн Остин | Пруди                    |                               | [ 25 ]        |
| 2007.  | Девојка мог брата        | Рути Дрејпер             |                               | [ 26 ]        |
| 2007.  | Рат Чарлија Вилсона      | Џејн Лидл                |                               | [ 27 ]        |
| 2008.  | Чувени Бак Хауард        | Валери Бренан            |                               | [ 28 ]        |
| 2008.  | Весело чишћење           | Нора Ларковски           |                               | [ 29 ]        |
| 2009.  | Млада Викторија          | Викторија Хановерска     |                               | [ 30 ]        |
| 2009.  | Радозналост              | Ема                      | кратки филм                   | [ 31 ]        |
| 2010.  | Вукодлак                 | Гвен Конлиф              |                               | [ 32 ]        |
| 2010.  | Дивља мета               | Роуз                     |                               | [ 33 ]        |
| 2010.  | Гуливерова путовања      | принцеза Мери            |                               | [ 34 ]        |
| 2011.  | Гномео и Јулија          | Јулија                   | глас                          | [ 35 ]        |
| 2011.  | Агенти судбине           | Елиз Селас               |                               | [ 36 ]        |
| 2011.  | Лов на лососе у Јемену   | Харијет Четвуд-Талбот    |                               | [ 37 ]        |
| 2011.  | Твоје сестре сестра      | Ајрис                    |                               | [ 38 ]        |
| 2011.  | Мапетовци                | рецепционерка Мис Пиги   | камео                         | [ 39 ] [ 40 ] |
| 2012.  | Петогодишња веридба      | Вајолет Варнс            |                               | [ 41 ]        |
| 2012.  | Убица из будућности      | Сара                     |                               | [ 42 ]        |
| 2012.  | Артур Њуман              | Михаела/Шарлот Фицџералд |                               | [ 43 ]        |
| 2014.  | Узлетање                 | Наоко Сатоми             | глас; енглеска синхронизација | [ 44 ]        |
| 2014.  | На рубу времена          | Рита Вратаски            |                               | [ 45 ]        |
| 2014.  | Зачарана шума            | пекарева жена            |                               | [ 46 ]        |
| 2015.  | Сикарио                  | Кејт Мејсер              |                               | [ 47 ]        |
| 2016.  | Ловац и ледена краљица   | Фреја, ледена краљица    |                               | [ 48 ]        |
| 2016.  | Девојка из воза          | Рејчел Вотсон            |                               | [ 49 ]        |
| 2017.  | Животињски крекери       | Зои Хантингтон           | глас                          | [ 50 ] [ 51 ] |
| 2017.  | Мој мали пони: Филм      | Ветровита                | глас                          | [ 52 ]        |
| 2018.  | Тихо место               | Евелин Абот              |                               | [ 53 ]        |
| 2018.  | Sherlock Gnomes          | Јулија                   | глас                          | [ 54 ]        |
| 2018.  | Повратак Мери Попинс     | Мери Попинс              |                               | [ 55 ]        |
| 2020.  | Љубав на ирски начин     | Роузмери Малдон          |                               | [ 56 ]        |
| 2020.  | Тихо место 2             | Евелин Абот              |                               | [ 57 ]        |
| 2021.  | Авантура у џунгли        | др Лили Хотон            |                               | [ 58 ]        |
| 2023.  | Опенхајмер               | Кетрин Опенхајмер        |                               | [ 59 ]        |
| 2023.  | Pain Hustlers            | Лајза Дрејк              | такође извршни продуцент      | [ 60 ]        |
| 2024.  | Каскадер                 | Џоди Морено              |                               | [ 61 ]        |
| 2024.  | IF                       | Једнорог                 | глас; пост продукција         | [ 62 ]        |

| Филмови који још нису објављени | Означава филмове који још нису објављени |

## Телевизија
| Година | Наслов                                            | Улога           | Напомена                               | Реф.   |
| ------ | ------------------------------------------------- | --------------- | -------------------------------------- | ------ |
| 2003.  | Будика                                            | Изолда          | телевизијски филм;                     | [ 63 ] |
| 2003.  | Фојлов рат                                        | Луси Маркам     | епизода: War Games                     | [ 64 ] |
| 2003.  | Хенри VIII                                        | Катарина Хауард |                                        | [ 65 ] |
| 2004.  | Поаро                                             | Линет Риџвеј    | епизода: Death on the Nile             | [ 66 ] |
| 2005.  | Царство                                           | Кемен           | мини-серија                            | [ 67 ] |
| 2005.  | Чудан случај Шерлока Холмса и Артура Конана Дојла | Џин Леки        | телевизијски филм                      | [ 68 ] |
| 2006.  | Гидионова кћерка                                  | Наташа          | телевизијски филм                      | [ 69 ] |
| 2009.  | Симпсонови                                        | Џулијет Хобс    | епизода: Lisa the Drama Queen; глас    | [ 70 ] |
| 2015.  | Lip Sync Battle                                   | себе            | епизода: Emily Blunt vs. Anne Hathaway | [ 71 ] |
| 2016.  | Суботом увече уживо                               | себе            | епизода: Emily Blunt/Bruno Mars        | [ 72 ] |
| 2022.  | Енглези                                           | Cornelia Locke  | такође извршни продуцент               | [ 73 ] |

## Позориште
| Година     | Продукција         | Улога         | Позориште                         | Реф.   |
| ---------- | ------------------ | ------------- | --------------------------------- | ------ |
| 2000.      | Bliss              | млада         | Единбуршки фестивал Фринге        | [ 74 ] |
| 2001–2002. | The Royal Family   | Гвен Кевендиш | Краљевско позориште Хајмаркет     | [ 75 ] |
| 2002       | Vincent in Brixton | Ежени Лојер   | Краљевско национално позориште    | [ 76 ] |
| 2002       | Ромео и Јулија     | Јулија        | Фестивалско позориште у Чичестеру | [ 77 ] |

## Радио
| Година | Наслов            | Улога | Реф.   |
| ------ | ----------------- | ----- | ------ |
| 2004.  | Bumps and Bruises | Холи  | [ 78 ] |

## Аудио књига
| Година | Наслов                               | Реф.   |
| ------ | ------------------------------------ | ------ |
| 2010.  | Sum: Forty Tales from the Afterlives | [ 79 ] |

## Веб серија
| Година | Наслов         | Улога | Напомена  | Реф.   |
| ------ | -------------- | ----- | --------- | ------ |
| 2020.  | Some Good News | себе  | епизода 2 | [ 80 ] |

## Дискографија
| Музика из филма/Албум     | Година | Песма                                   | Издавач             | Реф.   |
| ------------------------- | ------ | --------------------------------------- | ------------------- | ------ |
| Call Me Irresponsible     | 2007.  | Me and Mrs. Jones                       | Reprise Records     | [ 81 ] |
| Into the Woods            | 2014.  | A Very Nice Prince                      | Walt Disney Records | [ 82 ] |
| Into the Woods            | 2014.  | It Takes Two                            | Walt Disney Records | [ 82 ] |
| Into the Woods            | 2014.  | Any Moment                              | Walt Disney Records | [ 82 ] |
| Into the Woods            | 2014.  | Moments in the Woods                    | Walt Disney Records | [ 82 ] |
| Into the Woods            | 2014.  | Finale/Children Will Listen (Part 1)    | Walt Disney Records | [ 82 ] |
| My Little Pony: The Movie | 2017.  | Open Up Your Eyes                       | Hasbro Studios      | [ 83 ] |
| Mary Poppins Returns      | 2018.  | Can You Imagine That?                   | Walt Disney Records | [ 84 ] |
| Mary Poppins Returns      | 2018.  | The Royal Doulton Music Hall            | Walt Disney Records | [ 84 ] |
| Mary Poppins Returns      | 2018.  | Introducing Mary Poppins                | Walt Disney Records | [ 84 ] |
| Mary Poppins Returns      | 2018.  | A Cover Is Not the Book                 | Walt Disney Records | [ 84 ] |
| Mary Poppins Returns      | 2018.  | The Place Where Lost Things Go          | Walt Disney Records | [ 84 ] |
| Mary Poppins Returns      | 2018.  | Turning Turtle                          | Walt Disney Records | [ 84 ] |
| Mary Poppins Returns      | 2018.  | Trip a Little Light Fantastic           | Walt Disney Records | [ 84 ] |
| Mary Poppins Returns      | 2018.  | Trip a Little Light Fantastic (reprise) | Walt Disney Records | [ 84 ] |